# World Team Challenge 2016
World Team Challenge 2016 (oficjalnie IKK CLASSIC-Biathlon-WTC 16) – piętnasta edycja pokazowych zawodów biathlonowych, które rozegrano 28 grudnia 2016 roku na stadionie Veltins-Arena w Gelsenkirchen przy 42-tysięcznej publiczności. Zawody składały się z dwóch konkurencji: biegu masowego i biegu pościgowego.

## Wyniki

### Bieg masowy
| Poz. | Nazwisko                                    | Reprezentacja | Czas [min.] (+kara) |
| ---- | ------------------------------------------- | ------------- | ------------------- |
| 1    | Erik Lesser / Franziska Hildebrand          | Niemcy        | 32:27,1 (+2)        |
| 2    | Simon Schempp / Vanessa Hinz                | Niemcy        | +0:15,1 (+4)        |
| 3    | Aleksiej Wołkow / Olga Podczufarowa         | Rosja         | +0:23,7 (+4)        |
| 4    | Simon Eder / Julia Schwaiger                | Austria       | +0:27,5 (+4)        |
| 5    | Jean-Guillaume Béatrix / Anaïs Bescond      | Francja       | +0:50,9 (+6)        |
| 6    | Michal Šlesingr / Gabriela Koukalová        | Czechy        | +0:57,3 (+9)        |
| 7    | Serhij Semenow / Ołena Pidhruszna           | Ukraina       | +1:08,5 (+8)        |
| 8    | Lars Helge Birkeland / Fanny Horn Birkeland | Norwegia      | +1:16,9 (+8)        |
| 9    | Dominik Windisch / Dorothea Wierer          | Włochy        | +1:25,0 (+9)        |
| 10   | Macx Davies / Megan Tandy                   | Kanada        | +2:38,5 (+8)        |

### Bieg pościgowy
| Poz. | Nazwisko                                    | Reprezentacja | Czas [min.] (+kara) |
| ---- | ------------------------------------------- | ------------- | ------------------- |
| 1    | Simon Schempp / Vanessa Hinz                | Niemcy        | 33:11,4 (+4)        |
| 2    | Erik Lesser / Franziska Hildebrand          | Niemcy        | +0:16,7 (+6)        |
| 3    | Aleksiej Wołkow / Olga Podczufarowa         | Rosja         | +0:40,2 (+7)        |
| 4    | Jean-Guillaume Béatrix / Anaïs Bescond      | Francja       | +0:42,6 (+7)        |
| 5    | Simon Eder / Julia Schwaiger                | Austria       | +0:43,0 (+7)        |
| 6    | Lars Helge Birkeland / Fanny Horn Birkeland | Norwegia      | +0:43,3 (+5)        |
| 7    | Michal Šlesingr / Gabriela Koukalová        | Czechy        | +0:57,6 (+8)        |
| 8    | Dominik Windisch / Dorothea Wierer          | Włochy        | +1:06,1 (+7)        |
| 9    | Serhij Semenow / Ołena Pidhruszna           | Ukraina       | +1:20,0 (+9)        |
| 10   | Macx Davies / Megan Tandy                   | Kanada        | +2:32,0 (+7)        |